# Unitat perifèrica de Tespròcia
La unitat perifèrica de Tespròcia (en grec: Νομός Θεσπρωτίας) és una unitat perifèrica de Grècia. La seva capital és Igumenitsa. Pertany a la perifèria de l'Epir, limita al nord amb Albània, a l'est amb Ioànnina, al sud amb Préveza i a l'oest amb la mar Adriàtica. Correspon a l'antiga prefectura de Thespròtia.
L'any 2005 tenia 45.811 habitants, i era una de les unitats perifèriques més despoblades del país, a més de ser de les més petites.